# غيلبرت كارسون
غيلبرت كارسون (بالإنجليزية: Gilbert Carson)‏ هو سياسي نيوزلندي، ولد في 1842، وتوفي في 4 مارس 1924. انتخب عضو مجلس النواب النيوزيلندي.